# Mutua Madrileña Masters Madrid 2005
Mutua Madrileña Masters Madrid 2005 — тенісний турнір, що проходив на кортах з твердим покриттям у місті Мадрид, Іспанія з 17 жовтня . Належав до категорії ATP Masters Series, був турніром серії Мастерс Мадрид 2005 року.

## Фінальна частина

### Одиночний розряд
Рафаель Надаль —  Іван Любичич 3–6, 2–6, 6–4, 6–3, 7–6(7–3)

### Парний розряд
Марк Ноулз (тенісист) /  Деніел Нестор —  Леандер Паес /  Ненад Зімоньїч 3–6, 6–3, 6–2